# Leistus niger
Leistus niger (лат.) — вид жуков-жужелиц из подсемейства плотинников.
Распространён в Алтайском, Забайкальском, Хабаровском, Красноярском и Приморском краях, в Амурской, Иркутской и Сахалинской областях, в Якутии, Бурятии и Туве, на территории Восточного, Западного Саянов и Хамар-Дабана, а также в Китае, Японии (Хонсю, Хоккайдо) и на севере Корейского полуострова.
Длина тела 9—11,2 мм. Тело смоляно-бурое или чёрное, надкрылья обычно светлее; ротовой аппарат, усики, щупики и ноги бурые.